# Slant Six Games
Slant Six Games fue una empresa canadiense desarrolladora de videojuegos, fundada en el año 2005. Nombre de la empresa se deriva de que el motor 1959 Plymouth del mismo nombre. Estudio Slant Six Games se basa en Vancouver, BC, Canadá, Fue seleccionada como la 7.ª mejor compañía para trabajar en Columbia Británica por BC Business en el 2011.
Fue el desarrollador seleccionado para hacerse cargo de la saga de Zipper Interactive llamada SOCOM: Marina de los EE.UU, una franquicia SEALs. Slant Six Games ha lanzado tres juegos publicados por Sony Computer Entertainment de América que son: SOCOM: Tactical Strike y SOCOM: Fireteam Bravo 3 para PSP y SOCOM: Confrontation para PS3.
En marzo de 2012, Slant Six Games lanzó Resident Evil: Operation Raccoon City como parte de la franquicia Resident Evil. El juego fue llamado "un gran éxito" por el editor de Capcom para la venta de unas impresionantes 2 millones de copias en los dos meses de la fecha de lanzamiento. Resident Evil: Operation Raccoon City es el decimosexto título más vendido de Capcom.
En noviembre de 2012, Slant Six Games lanzaron su primer título original The Bowling Dead para dispositivos iOS.
En marzo de 2013, en colaboración con Microsoft, Slant Six Games liberó "Galactic Reign" para Microsoft Phone, Windows 8 y Windows RT.
En abril de 2013, Slant Six Games publicó "Pirate Planet Max - Un juego de mesa de Aventuras" para iOS, Android y Kindle Fire.
Para junio del 2013, Slant Six Games ya había despedido el último de sus empleados.

## Juegos
| Título                                       | Fecha de Lanzamiento    | Plataforma                               |
| -------------------------------------------- | ----------------------- | ---------------------------------------- |
| SOCOM: Tactical Strike                       | 6 de noviembre de 2007  | PlayStation Portable                     |
| SOCOM: Confrontation                         | 14 de octubre de 2008   | PlayStation 3                            |
| SOCOM: Fireteam Bravo 3                      | 16 de febrero de 2010   | PlayStation Portable                     |
| Resident Evil: Operation Raccoon City        | 20 de marzo de 2012     | PlayStation 3/Xbox 360/Microsoft Windows |
| The Bowling Dead                             | 24 de noviembre de 2012 | iOS                                      |
| Galactic Reign                               | 13 de marzo de 2013     | Windows Phone/Windows 8                  |
| Max's Pirate Planet - A Board Game Adventure | 25 de abril de 2013     | iOS/Android/Kindle Fire                  |

## Motor Hexane
El motor hexane (Hexane Engine) es un motor de videojuegos completamente desarrollado por Slant Six Games para la consola PC, y juegos para móviles.